# 増田みのり
増田 みのり（ますだ みのり、本名：高須 美乃里）、1977年11月15日 - ）はフリーアナウンサー。父はフジテレビ元アナウンサーで解説委員の増田明男、夫は放送作家の高須光聖。

## 来歴
東京都出身。父がソウル支局記者をしていた関係で、小学生の時に韓国ソウルに住んでいたことがある。ソウルでは日本人学校に通っていたため韓国語を学ぶのは大学生になってからだったという。学習院女子高等科、2000年3月、学習院大学法学部政治学科卒業後の同年4月、ニッポン放送に入社。入社同期は、元ディレクター、エンターテインメント開発局エンターテイメント開発部、現・CP局コンテンツプロデュースルーム副部長の桐畑行良。
元ミス東京（第42代）、元着物の女王で、日本けん玉検定1級という経歴を持つ。学生時代は応援団のチアリーダー部に所属しており、チアリーダー歴は6年である。
大学時代の同級生に俳優の田村幸士が居り、田村とは番組で共演したことがある。
2010年10月10日に放送作家の高須光聖と結婚。結婚については同じ番組をつとめる高田文夫にも数年前から相談していたという。
『高田文夫のラジオビバリー昼ズ』2014年1月10日放送分にて、妊娠7か月・4月中旬に第1子を出産予定であることを発表し、同年4月10日に第1子（長女）を出産した。2016年12月27日、自身のTwitterのツイートにて、2016年12月末付けでニッポン放送を退社する事を明かし、同局を退職。
その後、フリーアナウンサーとしてイベント司会等の仕事をこなしていたが、長男を妊娠、出産していたため、2019年4月に『ラジオビバリー昼ズ』に出演するまで特段の仕事はしていなかった。

## 出演番組

### 過去

#### ラジオ

##### ニッポン放送時代
- 初日の出!笑福亭鶴光の落語でおめでとう（2006年1月1日）
  - 「新春イマジン寄席」（笑福亭鶴光、春風亭昇太、立川志らら（※前説）、増山さやか、田代優美、山本麻祐子、増田みのり、新保友映）
- オールナイトニッポン40周年記念!ナインティナインのオールナイトニッポンずばっと年またぎ!!（中継担当）
- 森永卓郎 朝はニッポン一番ノリ!（アシスタント）
- 森永卓郎の朝はモリタク!もりだくSUN（アシスタント）
- 垣花正のニュースわかんない!?（アシスタント） - 2003年3月31日 - 2004年3月26日
- 矢部浩之の@llnightnippon.com（岡村隆史映画撮影のため不在の時）
- 河村隆一の@llnightnippon.com MUSIC JAM
- お願い!DJ!小林克也はっぴぃウィークエンド（サウンドハイウェイベストヒットセレクションのみ）
- マンデーハートフル・ステーション（ナビゲーター）
- ショウアップナイターフラッシュ　平日アシスタント
- 山田邦子ワンダフルモーニング（中継リポーター）
- 近藤太香巳 サクセストーク
- アジアの風
- ブリタモリ大百科事典（リポーター）
- フジテレビ20ミニッツ
- 竹村健一のずばりジャーナル
- 京都おしゃべり茶屋
- サタデーソングコレクション（地方局向け裏送り）
- アミューズメントワールド（土 7:10 - 7:25　地方局向け裏送り）
- テリー伊藤のってけラジオ（アシスタント・特捜班キャップ、林家たい平の代打）
- ドットコムマネー塾（2006年9月まで担当）
- THE 放送サッカーズ（2006年ナイターオフ）
- メダマ!?ラジオ（2007年ナイターオフ、水・金）
- ショウアップナイターハイライト
- 小倉智昭のラジオサーキット（ニュース担当）
- 生活安全一口メモ（ネクスト!内、18:57 - 59）
- プロジェクト・アイ
- WASEDA ENGLISH TIMES
- ノンストップミュージック
- 高嶋ひでたけの特ダネラジオ 夕焼けホットライン（木、金曜リポーター）
- 栗村智 あなたと朝イチバン
- 高橋克実と山瀬まみ おしゃべりキャッチミー（クイズコーナー出題担当）
- サンデーかしましラジオ（パーソナリティ） - 2010年4月11日 - 2010年6月20日
- JOLF INFORMATION
- 第36回ラジオ・チャリティー・ミュージックソン（アシスタント）
- タウンページpresents 石原良純のピーカン子育て日和!（ナレーション）
- 竹中平蔵 ON AND ON
- 三宅裕司のサンデーハッピーパラダイス（2009年12月6日、新保友映の代理アシスタント）
- 森田健作の我らニッポン人（ナレーション）
- K-POPナイト HOT Korea!（旧：韓流エクスプレス）
- 高橋克実なんだもの!（クイズコーナー出題担当）
- 高嶋ひでたけのあさラジ!（2011年7月4日 - 6日、2012年6月18日 - 19日、10月25日 - 12月27日の木曜日）
- 日本アカデミー賞話題賞のオールナイトニッポン（毎年1回の放送、2010年 - 2012年）
- 垣花正 あなたとハッピー!（2009年2月26日および3月5日の飯田浩司の代理リポーター、2012年11月30日の那須恵理子の代理アシスタント、2013年4月の日替わりリポーター）
- 突然ですが、お邪魔いたします（スタジオパーソナリティ、2013年4月6日 - 9月28日）
- 坂崎幸之助と吉田拓郎のオールナイトニッポンGOLD（不定期出演）
- 中山秀征の有楽町で逢いまSHOW（アシスタント）- 2012年4月1日 - 2013年12月27日
- 辛坊治郎ズーム そこまで言うか!（アシスタント） - 2012年4月7日 - 2014年3月29日
- なるほど!ニッポン情報局（アシスタント）
- RihwaのオールナイトニッポンR（2013年5月25日、アシスタント）
- 〜今日も一日〜 Good Job ニッポン（月 - 木曜アシスタント） - 2013年9月30日 - 2014年3月27日
- 高田文夫のラジオビバリー昼ズ（火、金曜アシスタント） - 2002年10月 - 2014年3月25日
- SHELLY GO ROUND（ニュース担当）
- スポーツ伝説（2016年2月16日 - 3月25日）
- 街角ステーション （『ザ・ボイス そこまで言うか!』内リポーター）
- ゴッドアフタヌーン アッコのいいかげんに1000回（ニュース担当）
- どうですか歌謡曲（2015年9月28日 - 2016年9月30日、地方局向けに裏送り）
- 増田みのり ブリリアント・ライフ （2015年9月28日 - 2016年12月30日、産休・育児休暇中である上戸彩の「上戸彩 ブリリアント・ライフ」代理パーソナリティ）

##### フリー以後
- サタデーミュージックバトル 天野ひろゆき ルート930（アシスタント） - 2019年11月2日 - 30日

#### インターネット動画配信
- LFX488開局記念番組（LFX488　アシスタント　2000年12月1日）
- 増田みのりのラン²!ランチで修行中!（LFX488　初レギュラー番組）
- TOKYO AFTER6（Suono Dolce、水曜日ナビゲーター）

## CM
- ナカヤマ
- プレイスポットドラゴン
- ひかり法律事務所
- 正栄食品工業
- イオン
- 明星食品
- 大修館書店
- グラスピット
- くるまやラーメン
- JA全農山形
- Clubfun
- ローソン
- 東京血管外科クリニック
- リクルート「ゼクシィ」（テレビCM、夫の高須と共演）
- 元旦ビューティ工業
- サンスポ韓Fun
- 富士通
- 帝都自動車交通
- 西川産業
- アニマックス
- 長南カントリークラブ